# Jakob Vestergaard
 Ikke at forveksle med Jacob Vestergaard.
Jakob Vestergaard (født 3. januar 1975) er en dansk håndboldtræner, der træner Viborg HK. 
Han har tidligere været assistenttræner for FC Midtjylland Håndbold i Håndboldligaen i foråret 2012.
Han var cheftræner i Aalborg Håndbold fra sommerpausen 2011 og frem til september . Før det var han cheftræner for Viborg HKs damer i Håndboldligaen fra 2008 til 2011, hvor han skulle have været indtil sommeren 2011, men blev fyret i april samme år. 
Han har også være cheftræner for Australiens damelandshold, ligesom han har været assistenttræner for dameholdene i Ikast-Bording Elite Håndbold og Viborg HK.